# Hamburger Fremdenblatt
Das Hamburger Fremdenblatt war eine der bedeutendsten Tageszeitungen des 19. und des beginnenden 20. Jahrhunderts in Hamburg.
Die Zeitung war ursprünglich eine ab 1828 herausgegebene Liste der ankommenden Fremden in Hamburg und erschien ab dem 24. September 1864 als Hamburger Fremden-Blatt. Sie gelangte 1907 in den Besitz des Verlegers Albert Broschek und wurde 1936 von den Nationalsozialisten enteignet. Anfang September 1944 wurde sie mit dem Hamburger Anzeiger und dem Hamburger Tageblatt kriegsbedingt zur Hamburger Zeitung zwangsvereinigt.
Das Hamburger Fremdenblatt unterschied sich von anderen Zeitungen schon durch sein ungewöhnlich großes Format – damit fiel dieses Blatt zwischen allen anderen Zeitungen sofort auf. Außerdem illustrierte das Hamburger Fremdenblatt schon ab den 1920er Jahren viele seiner Artikel mit großen Fotografien im Kupfertiefdruckverfahren – das war damals, als Zeitungen noch überwiegend aus „Bleiwüsten“ (also beinahe nur aus Texten) bestanden, eine Sensation. Felix von Eckardt (1866–1936), Vater von Felix von Eckardt war Chefredakteur in der Zeitung.
Nach Kriegsende wurden 1945 alle deutschen Zeitungen vom Alliierten Kontrollrat verboten. Zeitungen ohne Lizenz konnten erst ab Gewährung der Pressefreiheit 1949 wieder erscheinen. Broscheks Erben unternahmen 1954 einen kurzen, erfolglosen Versuch der Wiederbelebung. Danach führte das 1948 neugegründete Hamburger Abendblatt in Lizenz bis zum 4. April 1992 den Namen Hamburger Fremdenblatt als Untertitel, um ihn – nach eigener Darstellung – für andere Mitbewerber zu sperren. Das Hamburger Fremdenblatt wird daher fälschlicherweise häufig für den Vorläufer des Hamburger Abendblatts gehalten.